# Dicranomyia (Melanolimonia) fulvomorio
Dicranomyia (Melanolimonia) fulvomorio is een tweevleugelige uit de familie steltmuggen (Limoniidae). De soort komt voor in het Oriëntaals gebied.